# قيادة تضافرية
القيادة التضافرية (بالإنجليزية: Collaborative Leadership)‏ هي علم جديد ناشئ في مجال نظريات وممارسات الإدارة المؤسساتية والتنظيمية. وهي تركز على المهارات القيادية المطلوبة لتحقيق النجاح بالتعامل مع أشخاص أو جهات من خارج حدود نطاقهم أو تأثيرهم وبالأخص مع الذين يختلفون معهم من ناحية المبادئ والقيم.
يمكن تطبيق القيادة التضافرية في جميع الحالات تقريبا. تم تطبقها في عالم الأعمال والمنظمات بنجاح كبير. ولكنها شائعة أكثر في حالات تتعلق بالعمل المجتمعي مثل التحالفات والمبادرات المجتمعية والمحلية، والمنظمات الصحية ومنظمات خدمة الإنسان، وفي نظم التعليم البديلة. أثبتت جدواها الفعالة في حالات عدم وجود أي شخص محدد في موقع القيادة والمسؤولية، حين تكون المشكلة أو المبادرة معقدة جدا ولا يمكن لشخص واحد أو لجهة واحدة تحمل المسؤولية بسبب النقص في الخبرة أو في المعلومات أو ملكات القيادة. هذا لا يعني انعدام المسؤولية، ولكن تكون المسؤولية موزعه على أكثر من طرف.

## تعريف
في اللغة العربية، تضافر كلمة أصلها من جذر «ضفر» ويعني تعاون كل الجهود على اختلافها. وتستعمل عادة مع كلمة جهود ليقال «تضافر الجهود».
في اللغة الإنكليزية فهي collaboration والتي مصدرها من كلمة collaborate التي أخذت من كلمة «كولابوراتوس» اللاتينية والتي تقسم متجذرة من كلمتي «كو» وتعني «مع» وكلمة «لابور» وتعني «عم» ل. فيكون معناها: «العمل معا».

## تاريخ
ظهر هذا المصطلح في منتصف التسعينات من القرن العشرين استجابة لإتحاهين. الإتجاه الأول هو الزيادة الكبيرة في التحالفات بين الشركات الخاصة على مستوى العالم. أما الإتجاه الثاني فهو زيادة في عدد العقود بين قطاعات الدولة وبين الشركات الخاصة المتعلقة بإعادة إنشاء البنى التحتية في المدن. كما شاعت استعمالات المهارات التضافرية بين العامة بعد شيوع استعمال الوسائط الاجتماعية والعمل الويكي.أ

## تطبيقات

### في العالم العربي
أما في العالم العربي، نجد أهم تطبيقات فكرة التضافر الناجحة في مجالين مهمين. الأول في العمل الويكيبيدي حيث يقوم مجموعات من الأشخاص على اختلاف جنسهم وجنسياتهم وتطلعاتهم على تطوير محتوى ويكيبيديا. الثاني ظهر في بدايات الثورة المصرية حين قام مختلف أطياف الشعب بمعنقداتهم المختلفة والمتضاربة بالتضافر لتحقيق التغيير.
وهناك ملامح لقيادات تضافرية أخرى في العالم العربي انما على مستوى أقل شمولة مثل العمل في المصادر المفتوحة وفي الشركات التي حققت عالمية مثل الأوبك وطيران الإمارات وعلى مستويات حكومية مثل دوائر حكومة دبي الاقتصادية.

### في العالم
من أشهر أمثلة القيادة التضافرية في العالم هو تضافر الدول الأوروبية لتحقيق وحدة سياسية واقتصادية بين دول ذوي تراث ومبادئ متشعبة ومتضادة.

## المبادئ الأساسية
القيادة التضافرية هي إستراتيجية قيادة أدلة تشمل اكتساب مهارات وتطبيق عمليات تسمح بجمع شمل اناس بتطلعات ووجهات نظر مختلفة والعمل معا وجنبا إلى جنب بعيدا عن المصالح الذاتية الضيقة، لمناقشة قضايا بصراحة ولمحاولة لعثور على سبل مساعدة بعضهم البعض في حل مشكلة أكبر أو تحقيق أهداف على نطاق أوسع.
وهناك ستة مبادئ أساسية مطلوبة لتحقيق نجاح في القيادة التضافرية وهي:
1. تقييم بيئة التضافر: فهم السياق العام للتغييرقبل القيام به.
2. توضيح الرؤية: القيام بعملية توضيح التصور والتعبئة لتحديد القيم المشتركة واشراك الجميع في العملية بشكل إيجابي.
3. تنمية الثقة: إنشاء أماكن أو أوضاع أمنة لتطوير الأهداف والاعمال المشتركة.
4. تقاسم السلطة والنفوذ: تطوير التآزر بين الناس والمنظمات والمجتمعات المحلية لتحقيق المزيد من الإنجازات.
5. تنمية الناس: الالتزام في تطوير الناس بالتدريب والتوجيه لتحقيق أقصى درجات العلم والخبرة.
6. التفكر الذاتي من أجل تطور مستمر: ممارسة التفكر الذاتي بسماتنا القيادية والنقد الذاتي الإيجابي من أجل تطوير الذات. ويجب اشراك الاخرين في العملية من أجل زيادة الإفادة.[5]

## مميزات القائد التضافري
عامة، نجد قادة تضافريون في كل نواح الحياة في المجتمع والمؤسسات والحركات التضافرية مثل ويكيبيديا. ولجميع القادة التضافرين بعض الخصائص المشتركة منها:
- يكسبون ثقة الاخرين واحترامهم بسرعة: ومن الأسباب حصول هذا الامر اعتمادهم الحيادية والابتعاد عن ربط المشروع بأمور شخصبة أو متحيزة. كما يكون لهم سمعة راسخة للعدالة والنزاهة.
- يتعاملون مع الاختلاف بسهولة: فهم يستطيعون تفهم جميع الجماعات مهما اختلفوا باحترام وسهولة وبساطة. فهم يتعاملون مع الجميع بانفتاح وبتفهم ودون فوقية. لذا يثق بهم من قبل الجمبع بمختلف خلفياتهم وخبراتهم.
- يملكون مهارة تيسير التواصل: ويتم ذلك لمقدرتهم على:
  - التسامح وتغهم الاختلاف وعوامل حل الصراعات. ولمقدرتهم على إشراك الجميع والاستماع لهم جميعا.
  - إعادة طرح الأفكار بايجابية، أي القدرة على إعادة ذكر الحجج والأفكار والقضايا بشكل جديد ليتسنى الفهم الواضح على الجميع وبالتاي تسهيل الاتفاق عليها. ويشمل هذا موهبة إعادة صياغة المناقشة لتخفيف الاختلاف ووايجاد أفكار تجمع الافرقاء ليصبحوا متحالفين.
  - فهم لعملية تفاعل المجموعات أي لديهم خبرة ومعرفة بنظريات ودبناميات عمل المجموعات.
  - القدرة لرؤية الصورة الكاملة أي ربط عمليات المجموعة بالأهداف النهائية المرجو تحقيقها.
- يملكون ملكة التحفيز: يجمعون الناس المناسبون في الوقت المناسب ليحققوا الإنجازات المناسبة. وبعدها، يتابعون دعم العملية أو المشروع لحين إنهاء المهمة بتضافر ونجاح.
- يرعون القادة الجديدة: بدلا من أن يقومون بالدفاع عن قيادنهم ويصارعون للحفاظ عليها، يقوم القادة التضافريين برعاية وتدريب القادة المحتملين. فهم يدركون جيدا أن القيادة هي نواة التضافر.
- يجدون الحلول الجيدة: يلتزمون بعملية التضافر ويؤمنون بها ويحافظون عليها أمام المشككين، وبنفس الوقت، يحافظون على تحرك الجميع باتجاه الهدف حتى عندما يبدوا أن لا شئ يحدث.
- يحافظون عى التركيز على الهدف: مثلما هو مستعد للتغلب على غروره، يدرب بقية الأعضاء على القيام بنفس العمل ليبقى التركيز على الحلول الفضلى بدلا من الحلول التي تلبي مصالح ضيقة.